# Giuntura (linguistica)
In linguistica, la giuntura è un segnale fonetico posto al confine tra due elementi. I testi di fonologia del Circolo di Praga usavano il termine Grenzsignal ("segnale demarcativo") e Trubeckoj trattava il tema all'interno di una sottodisciplina, chiama oristica (dal greco horizo, 'delimito'). È solitamente indicata con il simbolo +.
È stata variamente interpretata come fonema segmentale, come tratto prosodico o come mera indicazione senza statuto fonematico.
L'idea di giuntura permette di spiegare come successioni di segmenti identici possano essere interpretati in modo diverso. Ad esempio, in inglese:
- why choose, /wai+tʃuːz/, 'perché scegliere'
- white shoes, /wait+ʃuːz/, 'scarpe bianche'

Solo nel secondo esempio è possibile la glottalizzazione di [t], lì dov'è in fine di sillaba.
Anche per la lingua italiana si è fatto ricorso alla nozione di giuntura, in particolare per le varietà settentrionali, che presentano di norma solo [z] (fricativa alveolare sonora) tra vocali e che, pure, hanno [s] (fricativa alveolare sorda) intervocalica al confine di morfema (come nel caso di /ri+salire/, dove il simbolo + indica che [s] non è in effetti intervocalica, di modo che, per queste varietà, non è necessario supporre una opposizione /s/ ~ /z/ con valore distintivo).